# Songan B
Songan B is een bestuurslaag in het regentschap Bangli van de provincie Bali, Indonesië. Songan B telt 5685 inwoners (volkstelling 2010).